# Флаг Скребловского сельского поселения
Флаг муниципального образования Скребловское сельское поселение Лужского муниципального района Ленинградской области Российской Федерации — опознавательно-правовой знак, служащий официальным символом муниципального образования.
Флаг утверждён 8 апреля 2010 года и внесён в Государственный геральдический регистр Российской Федерации с присвоением регистрационного номера 5941.

## Описание флага
«Флаг муниципального образования Скребловское сельское поселение Лужского муниципального района Ленинградской области представляет собой прямоугольное полотнище с отношением ширины флага к длине — 2:3, воспроизводящее композицию герба муниципального образования Скребловское сельское поселение Лужского муниципального района Ленинградской области в и цветах».
Геральдическое описание герба гласит: «В поле, рассечённом наподобие волны о двух гребнях (вверху возникающем остроконечном, а другим — пологим и просветом между ними) лазурью и зеленью поверх деления — стоящий и обернувшийся золотой вписанный павлин, хвост которого расширяется книзу и нижняя часть его вписана в оконечности, сопровождаемый слева повышенным серебряным цветком яблони с золотой сердцевиной, из-за которого возникают три золотых листа в вилообразный крест, справа — пониженной золотой звездой».

## Обоснование символики
Флаг составлен на основании герба муниципального образования, в соответствии с традициями и правилами геральдики и отражает исторические, культурные, социально-экономические, национальные и иные местные традиции.
В усадьбе Домкино Городецкой волости Лужского уезда, принадлежавшей Татьяне Захаровне Глазенап, её муж, профессор Сергей Павлович Глазенап, построил небольшую обсерваторию, в которой он проводил наблюдения двойных и переменных звёзд. Эти исследования принесли Глазенапу мировую известность - в 1891 году он получил за них премию Парижской академии наук.
Глазенап известен не только как астроном. Широкую популярность получила его сельскохозяйственная деятельность. В окрестностях Домкина он посадил и вырастил яблоневые сады, которые по качеству и количеству плодов были лучшими в Петербургской губернии. Он создал питомник саженцев, впервые доказал, что в условиях Петербургской губернии можно выращивать сливы.
Плодовые вредители наносили тогда огромный ущерб яблоневым деревьям. Были годы, когда погибал весь урожай. Глазенапу удалось не только открыть опасного вредителя, названного им рябиновой молью, но и найти средства борьбы с ним. Учёный разработал меры борьбы и с другим злейшим вредителем плодовых деревьев — листоблошкой. Рекомендованные им средства защиты садов вошли в учебники по садоводству. Также С. П. Глазенап создал в Домкине образцовое пчеловодческое хозяйство. Он был одним из главных организаторов Русского общества пчеловодства (1891 год) и первым его председателем. Труды учёного были отмечены в 1901 году на Всемирной выставке в Париже золотой медалью «За культуру яблок и пчеловодство».
Всё это отражено на флаге золотой звездой.
Белый цветок яблони с жёлтой сердцевиной напоминают о знаменитых ещё в недавнем прошлом садах плодопитомнического совхоза «Скреблово». Перед ныне уже не существующим усадебным домом — памятник известному садоводу биологу и селекционеру И. В. Мичурину.
Жёлтый павлин символизирует неповторимую прелесть и красоту природы здешних мест, а его вписанный в оконечности хвост — живописные песчаные берега озёр. Кроме того, жёлтый павлин — аллегория прекрасных памятников старины, расположенных на территории муниципального образования Скребловское сельское поселение. В усадьбе Наволок в дореволюционное время разводили павлинов.
Синий цвет (лазурь) — слава, честь, верность, искренность, безупречность. На территории муниципального образования Скребловское сельское поселение расположено несколько озёр. Это озёра Верхнее Врево и Нижнее Врево, последнее из которых соединено рекой Быстрицей с Череменецким озером, а рекой Апталой с озером Раковическим.
Зелёный цвет — символ радости жизни возрождения природы каждую весну и плодородия. Символ сельскохозяйственных и лесных угодий.
Белый цвет (серебро) — чистота помыслов, правдивость, невинность, благородство, откровенность, непорочность, надежда.
Жёлтый цвет (золото) — символ божественного сияния, благодати, прочности, величия, солнечного света. Символизирует также могущество, силу, постоянство, знатность, справедливость, верность.